# Władysław Kozłowski (aktor)
Władysław Kozłowski (ur. 15 czerwca 1924 w Poznaniu, zm. 9 sierpnia 1980 w Sosnowcu) – polski aktor.
Zdał maturę w 1946. Rozpoczął studia na polonistyce na Uniwersytecie Poznańskim oraz w Studiu Dramatycznym Nuny Młodziejowskiej. Od 1947 uczył się w Studiu Iwo Galla i grał w Teatrze Wybrzeże w Gdańsku.
W 1949 zdał eksternistyczny egzamin aktorski i rozpoczął pracę w Teatrze im. Stefana Jaracza w Łodzi. W 1950 grał w Teatrze Polskim w Poznaniu, a w  latach 1951–1953 w Teatrze im. Stanisława Wyspiańskiego w Katowicach. W sezonie 1953/54 występował w Teatrze Narodowym w Warszawie, a następnie w Teatrze Ziemi Rzeszowskiej. Od 1955 był aktorem Teatru im. Stanisława Wyspiańskiego w Katowicach.

## Filmografia
- 1979: ...Gdziekolwiek jesteś panie prezydencie... jako zastępca Starzyńskiego
- 1978: Umarli rzucają cień jako Bahnschutz
- 1969: Sól ziemi czarnej